# Provincia de Xiangkhoang
Xiangkhoang (en lao: ຊຽງຂວາງ) es una provincia de Laos localizada en el noreste del país. Fue pesadamente bombardeada durante la Guerra de Vietnam. Al principio era conocida como Muang Phuan. Muchas personas hablan con un acento ligeramente diferente al acento habitual de Vientián. Lum Phuan es sumamente popular en esta región.

## Demografía
Posee 15.580 kilómetros cuadrados que se encuentran habitados por 262.200 personas. Estos datos dan lugar a una densidad de población de diecisiete habitantes por cada kilómetro cuadrado.

## Distritos
La Provincia de Xiangkhoang se encuentra dividida en nueve distritos a saber:
- Kham
- Khoune
- Morkmay
- Nonghed
- Pek
- Phaxay
- Phookood
- Thatom
- Xaisomboun